# Karise
Karise ist ein Ort auf der dänischen Insel Seeland. Er gehört zur Gemeinde Faxe in der Region Sjælland und zählt 2375 Einwohner (Stand 1. Januar 2023). Die Kirche des Ortes stammt aus dem Jahr 1261.

## Verkehr
Karise liegt an der Sekundærrute 209, die nordwärts Richtung Hårlev und Køge und südwärts Richtung Faxe und Præstø führt.

## Entwicklung der Einwohnerzahl
| Jahr             | Einwohner |
| ---------------- | --------- |
| 9. November 1970 | 1182      |
| 1. Januar 1976   | 1436      |
| 1. Januar 1981   | 1550      |
| 1. Januar 1986   | 1621      |
| 1. Januar 1990   | 1769      |
| 1. Januar 1996   | 1788      |
| 1. Januar 2000   | 1834      |
| 1. Januar 2004   | 1890      |
| 1. Januar 2008   | 2186      |
| 1. Januar 2010   | 2197      |
| 1. Januar 2012   | 2161      |

## Verwaltungszugehörigkeit
- bis 31. März 1970: Landgemeinde Karise, Præstø Amt
- 1. April 1970 bis 31. Dezember 2006: Fakse Kommune, Storstrøms Amt
- seit 1. Januar 2007: Faxe Kommune, Region Sjælland